# ديفيد يوست
ديفيد يوست (بالإنجليزية: David Yost)‏ هو منتج أفلام وممثل أمريكي، ولد في 7 يناير 1969 في كونسيل بلوفس في الولايات المتحدة.

## وصلات خارجية
- ديفيد يوست على موقع IMDb (الإنجليزية)
- ديفيد يوست على موقع ألو سيني (الفرنسية)
- ديفيد يوست على موقع أول موفي (الإنجليزية)
- ديفيد يوست على موقع إن إن دي بي (الإنجليزية)
- ديفيد يوست على موقع قاعدة بيانات الفيلم (الإنجليزية)
- ديفيد يوست على موقع كينوبويسك (الروسية)